# Tour de Burgos 2022
Le Tour de Burgos 2022 est la 44e édition de cette course cycliste sur route masculine, disputée dans la province de Burgos en Espagne. Il a lieu du 2 au 6 août et fait partie de l'UCI ProSeries en catégorie 2.Pro.
Initialement troisième et meilleur grimpeur,  Miguel Ángel López est disqualifié pour dopage en 2023,.

## Équipes
| WorldTeams (12)- AG2R Citroën Team - Astana Qazaqstan Team - Bahrain Victorious - Bora-Hansgrohe - EF Education-EasyPost - Ineos Grenadiers - Israel-Premier Tech - Jumbo-Visma - Movistar Team - Quick-Step Alpha Vinyl - Trek-Segafredo - UAE Team Emirates ProTeams (5)- Burgos-BH - Caja Rural-Seguros RGA - Euskaltel-Euskadi - Eolo-Kometa - Equipo Kern Pharma |
| |

## Étapes
| Étape     | Date   | Villes étapes                                                          | type                      | Distance (km) | Dénivelé (m) | Vainqueur d'étape | Leader du classement général |
| --------- | ------ | ---------------------------------------------------------------------- | ------------------------- | ------------- | ------------ | ----------------- | ---------------------------- |
| 1re étape | 2 août | Burgos – Burgos                                                        | étape vallonnée           | 157           | 1 521 m      | Santiago Buitrago | Santiago Buitrago            |
| 2e étape  | 3 août | Vivar del Cid – Villadiego                                             | étape vallonnée           | 158           | 1 659 m      | Timo Roosen       | Santiago Buitrago            |
| 3e étape  | 4 août | Quintana Martín Galíndez – Villarcayo de Merindad de Castilla la Vieja | étape de montagne         | 156           | 2 324 m      | Bastien Tronchon  | Pavel Sivakov                |
| 4e étape  | 5 août | Torresandino – Clunia                                                  | étape de moyenne montagne | 169           | 1 361 m      | Matevž Govekar    | Pavel Sivakov                |
| 5e étape  | 6 août | Lerma – Lagunas de Neila                                               | étape de montagne         | 170           | 2 792 m      | João Almeida      | Pavel Sivakov                |

## Déroulement de la course

### 1reétape
Le Portugais Ruben Guerreiro se replace à l'avant à la flamme rouge, le Colombien Santiago Buitrago en profite pour attaquer, personne ne le suit. Il gagne l'étape avec quelques seconde d'avance.
| \| Classement de l'étape \| Classement de l'étape \| Classement de l'étape \| Classement de l'étape \| Classement de l'étape \| \| Coureur \| Coureur \| Pays \| Équipe \| Temps \| \| --------------------- \| --------------------- \| --------------------- \| ---------------------- \| --------------------- \| \| 1er \| Santiago Buitrago \| Colombie \| Bahrain Victorious \| 3 h 43 min 31 s \| \| 2e \| Ruben Guerreiro \| Portugal \| EF Education-EasyPost \| + 3 s \| \| 3e \| Tao Geoghegan Hart \| Royaume-Uni \| Ineos Grenadiers \| + 3 s \| \| 4e \| Jai Hindley \| Australie \| Bora-Hansgrohe \| + 3 s \| \| 5e \| Vincenzo Nibali \| Italie \| Astana Qazaqstan Team \| + 5 s \| \| 6e \| Wilco Kelderman \| Pays-Bas \| Bora-Hansgrohe \| + 5 s \| \| 7e \| Iván García Cortina \| Espagne \| Movistar Team \| + 5 s \| \| 8e \| Ilan Van Wilder \| Belgique \| Quick-Step Alpha Vinyl \| + 5 s \| \| 9e \| Pavel Sivakov \| France \| Ineos Grenadiers \| + 5 s \| \| 10e \| Damien Touzé \| France \| AG2R Citroën Team \| + 5 s \| |                     |             |                        |                 |
| |                     |             |                        |                 |
| Source : ProCyclingStats |                     |             |                        |                 |
| Classement de l'étape |                     |             |                        |                 |
| Coureur | Coureur             | Pays        | Équipe                 | Temps           |
| 1er | Santiago Buitrago   | Colombie    | Bahrain Victorious     | 3 h 43 min 31 s |
| 2e | Ruben Guerreiro     | Portugal    | EF Education-EasyPost  | + 3 s           |
| 3e | Tao Geoghegan Hart  | Royaume-Uni | Ineos Grenadiers       | + 3 s           |
| 4e | Jai Hindley         | Australie   | Bora-Hansgrohe         | + 3 s           |
| 5e | Vincenzo Nibali     | Italie      | Astana Qazaqstan Team  | + 5 s           |
| 6e | Wilco Kelderman     | Pays-Bas    | Bora-Hansgrohe         | + 5 s           |
| 7e | Iván García Cortina | Espagne     | Movistar Team          | + 5 s           |
| 8e | Ilan Van Wilder     | Belgique    | Quick-Step Alpha Vinyl | + 5 s           |
| 9e | Pavel Sivakov       | France      | Ineos Grenadiers       | + 5 s           |
| 10e | Damien Touzé        | France      | AG2R Citroën Team      | + 5 s           |

| \| Classement général \| Classement général \| Classement général \| Classement général \| Classement général \| \| Coureur \| Coureur \| Pays \| Équipe \| Temps \| \| ------------------ \| ------------------- \| ------------------ \| ---------------------- \| ------------------ \| \| 1er \| Santiago Buitrago \| Colombie \| Bahrain Victorious \| 3 h 43 min 31 s \| \| 2e \| Ruben Guerreiro \| Portugal \| EF Education-EasyPost \| + 3 s \| \| 3e \| Tao Geoghegan Hart \| Royaume-Uni \| Ineos Grenadiers \| + 3 s \| \| 4e \| Jai Hindley \| Australie \| Bora-Hansgrohe \| + 3 s \| \| 5e \| Vincenzo Nibali \| Italie \| Astana Qazaqstan Team \| + 5 s \| \| 6e \| Wilco Kelderman \| Pays-Bas \| Bora-Hansgrohe \| + 5 s \| \| 7e \| Iván García Cortina \| Espagne \| Movistar Team \| + 5 s \| \| 8e \| Ilan Van Wilder \| Belgique \| Quick-Step Alpha Vinyl \| + 5 s \| \| 9e \| Pavel Sivakov \| France \| Ineos Grenadiers \| + 5 s \| \| 10e \| Damien Touzé \| France \| AG2R Citroën Team \| + 5 s \| |                     |             |                        |                 |
| |                     |             |                        |                 |
| Source : ProCyclingStats |                     |             |                        |                 |
| Classement général |                     |             |                        |                 |
| Coureur | Coureur             | Pays        | Équipe                 | Temps           |
| 1er | Santiago Buitrago   | Colombie    | Bahrain Victorious     | 3 h 43 min 31 s |
| 2e | Ruben Guerreiro     | Portugal    | EF Education-EasyPost  | + 3 s           |
| 3e | Tao Geoghegan Hart  | Royaume-Uni | Ineos Grenadiers       | + 3 s           |
| 4e | Jai Hindley         | Australie   | Bora-Hansgrohe         | + 3 s           |
| 5e | Vincenzo Nibali     | Italie      | Astana Qazaqstan Team  | + 5 s           |
| 6e | Wilco Kelderman     | Pays-Bas    | Bora-Hansgrohe         | + 5 s           |
| 7e | Iván García Cortina | Espagne     | Movistar Team          | + 5 s           |
| 8e | Ilan Van Wilder     | Belgique    | Quick-Step Alpha Vinyl | + 5 s           |
| 9e | Pavel Sivakov       | France      | Ineos Grenadiers       | + 5 s           |
| 10e | Damien Touzé        | France      | AG2R Citroën Team      | + 5 s           |

### 2eétape
Dans le dernier kilomètre, l'équipe Jumbo-Visma mène le peloton, le troisième de cette équipe David Dekker est surpris par un ralentisseur et chute violemment. Une grande partie du peloton chute dans les barrières. Trois coureurs de l'équipe Jumbo Visma sont en tête du classement de l'étape.
| \| Classement de l'étape \| Classement de l'étape \| Classement de l'étape \| Classement de l'étape \| Classement de l'étape \| \| Coureur \| Coureur \| Pays \| Équipe \| Temps \| \| --------------------- \| --------------------- \| --------------------- \| --------------------- \| --------------------- \| \| 1er \| Timo Roosen \| Pays-Bas \| Jumbo-Visma \| 3 h 48 min 43 s \| \| 2e \| Edoardo Affini \| Italie \| Jumbo-Visma \| + 0 s \| \| 3e \| Chris Harper \| Australie \| Jumbo-Visma \| + 0 s \| \| 4e \| Jon Aberasturi \| Espagne \| Trek-Segafredo \| + 0 s \| \| 5e \| Carlos Rodríguez \| Espagne \| Ineos Grenadiers \| + 0 s \| \| 6e \| Ruben Guerreiro \| Portugal \| EF Education-EasyPost \| + 0 s \| \| 7e \| Fernando Gaviria \| Colombie \| UAE Team Emirates \| + 0 s \| \| 8e \| Lilian Calmejane \| France \| AG2R Citroën Team \| + 0 s \| \| 9e \| Bastien Tronchon \| France \| AG2R Citroën Team \| + 0 s \| \| 10e \| Rudy Barbier \| France \| Israel-Premier Tech \| + 0 s \| |                  |           |                       |                 |
| |                  |           |                       |                 |
| Source : ProCyclingStats |                  |           |                       |                 |
| Classement de l'étape |                  |           |                       |                 |
| Coureur | Coureur          | Pays      | Équipe                | Temps           |
| 1er | Timo Roosen      | Pays-Bas  | Jumbo-Visma           | 3 h 48 min 43 s |
| 2e | Edoardo Affini   | Italie    | Jumbo-Visma           | + 0 s           |
| 3e | Chris Harper     | Australie | Jumbo-Visma           | + 0 s           |
| 4e | Jon Aberasturi   | Espagne   | Trek-Segafredo        | + 0 s           |
| 5e | Carlos Rodríguez | Espagne   | Ineos Grenadiers      | + 0 s           |
| 6e | Ruben Guerreiro  | Portugal  | EF Education-EasyPost | + 0 s           |
| 7e | Fernando Gaviria | Colombie  | UAE Team Emirates     | + 0 s           |
| 8e | Lilian Calmejane | France    | AG2R Citroën Team     | + 0 s           |
| 9e | Bastien Tronchon | France    | AG2R Citroën Team     | + 0 s           |
| 10e | Rudy Barbier     | France    | Israel-Premier Tech   | + 0 s           |

| \| Classement général \| Classement général \| Classement général \| Classement général \| Classement général \| \| Coureur \| Coureur \| Pays \| Équipe \| Temps \| \| ------------------ \| ------------------ \| ------------------ \| --------------------- \| ------------------ \| \| 1er \| Santiago Buitrago \| Colombie \| Bahrain Victorious \| 7 h 32 min 14 s \| \| 2e \| Ruben Guerreiro \| Portugal \| EF Education-EasyPost \| + 3 s \| \| 3e \| Jai Hindley \| Australie \| Bora-Hansgrohe \| + 3 s \| \| 4e \| Tao Geoghegan Hart \| Royaume-Uni \| Ineos Grenadiers \| + 3 s \| \| 5e \| Rui Costa \| Portugal \| UAE Team Emirates \| + 5 s \| \| 6e \| Pavel Sivakov \| France \| Ineos Grenadiers \| + 5 s \| \| 7e \| Jetse Bol \| Pays-Bas \| Burgos-BH \| + 5 s \| \| 8e \| Esteban Chaves \| Colombie \| EF Education-EasyPost \| + 5 s \| \| 9e \| Vincenzo Nibali \| Italie \| Astana Qazaqstan Team \| + 5 s \| \| 10e \| Laurens De Plus \| Belgique \| Ineos Grenadiers \| + 5 s \| |                    |             |                       |                 |
| |                    |             |                       |                 |
| Source : ProCyclingStats |                    |             |                       |                 |
| Classement général |                    |             |                       |                 |
| Coureur | Coureur            | Pays        | Équipe                | Temps           |
| 1er | Santiago Buitrago  | Colombie    | Bahrain Victorious    | 7 h 32 min 14 s |
| 2e | Ruben Guerreiro    | Portugal    | EF Education-EasyPost | + 3 s           |
| 3e | Jai Hindley        | Australie   | Bora-Hansgrohe        | + 3 s           |
| 4e | Tao Geoghegan Hart | Royaume-Uni | Ineos Grenadiers      | + 3 s           |
| 5e | Rui Costa          | Portugal    | UAE Team Emirates     | + 5 s           |
| 6e | Pavel Sivakov      | France      | Ineos Grenadiers      | + 5 s           |
| 7e | Jetse Bol          | Pays-Bas    | Burgos-BH             | + 5 s           |
| 8e | Esteban Chaves     | Colombie    | EF Education-EasyPost | + 5 s           |
| 9e | Vincenzo Nibali    | Italie      | Astana Qazaqstan Team | + 5 s           |
| 10e | Laurens De Plus    | Belgique    | Ineos Grenadiers      | + 5 s           |

### 3eétape
Sept coureurs sont dans l'incapacité de prendre le départ à la suite de la chute massive du peloton lors de l'arrivée de la deuxième étape.
Pavel Sivakov sort du peloton dans le Picon Blanco, Miguel Ángel López revient sur lui. Sivakov revenu sur les échappés restants, fait la descente pour lâcher définitivement López. Bastien Tronchon qui était lâché par ses compagnons d'échappés est revenu en tête avec Sivakov, arrive à rester dans sa roue, et vient passer la ligne d'arrivée en tête.
| \| Classement de l'étape \| Classement de l'étape \| Classement de l'étape \| Classement de l'étape \| Classement de l'étape \| \| Coureur \| Coureur \| Pays \| Équipe \| Temps \| \| --------------------- \| --------------------- \| --------------------- \| ---------------------- \| --------------------- \| \| 1er \| Bastien Tronchon \| France \| AG2R Citroën Team \| 3 h 42 min 17 s \| \| 2e \| Pavel Sivakov \| France \| Ineos Grenadiers \| + 0 s \| \| 3e \| Alejandro Valverde \| Espagne \| Movistar Team \| + 28 s \| \| 4e \| Ruben Guerreiro \| Portugal \| EF Education-EasyPost \| + 28 s \| \| 5e \| Tao Geoghegan Hart \| Royaume-Uni \| Ineos Grenadiers \| + 28 s \| \| 6e \| Ilan Van Wilder \| Belgique \| Quick-Step Alpha Vinyl \| + 28 s \| \| 7e \| Santiago Buitrago \| Colombie \| Bahrain Victorious \| + 28 s \| \| 8e \| Vincenzo Nibali \| Italie \| Astana Qazaqstan Team \| + 28 s \| \| 9e \| Kenny Elissonde \| France \| Trek-Segafredo \| + 28 s \| \| 10e \| Esteban Chaves \| Colombie \| EF Education-EasyPost \| + 28 s \| |                    |             |                        |                 |
| |                    |             |                        |                 |
| Source : ProCyclingStats |                    |             |                        |                 |
| Classement de l'étape |                    |             |                        |                 |
| Coureur | Coureur            | Pays        | Équipe                 | Temps           |
| 1er | Bastien Tronchon   | France      | AG2R Citroën Team      | 3 h 42 min 17 s |
| 2e | Pavel Sivakov      | France      | Ineos Grenadiers       | + 0 s           |
| 3e | Alejandro Valverde | Espagne     | Movistar Team          | + 28 s          |
| 4e | Ruben Guerreiro    | Portugal    | EF Education-EasyPost  | + 28 s          |
| 5e | Tao Geoghegan Hart | Royaume-Uni | Ineos Grenadiers       | + 28 s          |
| 6e | Ilan Van Wilder    | Belgique    | Quick-Step Alpha Vinyl | + 28 s          |
| 7e | Santiago Buitrago  | Colombie    | Bahrain Victorious     | + 28 s          |
| 8e | Vincenzo Nibali    | Italie      | Astana Qazaqstan Team  | + 28 s          |
| 9e | Kenny Elissonde    | France      | Trek-Segafredo         | + 28 s          |
| 10e | Esteban Chaves     | Colombie    | EF Education-EasyPost  | + 28 s          |

| \| Classement général \| Classement général \| Classement général \| Classement général \| Classement général \| \| Coureur \| Coureur \| Pays \| Équipe \| Temps \| \| ------------------ \| ------------------ \| ------------------ \| ---------------------- \| ------------------ \| \| 1er \| Pavel Sivakov \| France \| Ineos Grenadiers \| 11 h 14 min 36 s \| \| 2e \| Santiago Buitrago \| Colombie \| Bahrain Victorious \| + 23 s \| \| 3e \| Ruben Guerreiro \| Portugal \| EF Education-EasyPost \| + 26 s \| \| 4e \| Tao Geoghegan Hart \| Royaume-Uni \| Ineos Grenadiers \| + 26 s \| \| 5e \| Jai Hindley \| Australie \| Bora-Hansgrohe \| + 26 s \| \| 6e \| Esteban Chaves \| Colombie \| EF Education-EasyPost \| + 28 s \| \| 7e \| Vincenzo Nibali \| Italie \| Astana Qazaqstan Team \| + 28 s \| \| 8e \| Wilco Kelderman \| Pays-Bas \| Bora-Hansgrohe \| + 28 s \| \| 9e \| Laurens De Plus \| Belgique \| Ineos Grenadiers \| + 28 s \| \| 10e \| Ilan Van Wilder \| Belgique \| Quick-Step Alpha Vinyl \| + 28 s \| |                    |             |                        |                  |
| |                    |             |                        |                  |
| Source : ProCyclingStats |                    |             |                        |                  |
| Classement général |                    |             |                        |                  |
| Coureur | Coureur            | Pays        | Équipe                 | Temps            |
| 1er | Pavel Sivakov      | France      | Ineos Grenadiers       | 11 h 14 min 36 s |
| 2e | Santiago Buitrago  | Colombie    | Bahrain Victorious     | + 23 s           |
| 3e | Ruben Guerreiro    | Portugal    | EF Education-EasyPost  | + 26 s           |
| 4e | Tao Geoghegan Hart | Royaume-Uni | Ineos Grenadiers       | + 26 s           |
| 5e | Jai Hindley        | Australie   | Bora-Hansgrohe         | + 26 s           |
| 6e | Esteban Chaves     | Colombie    | EF Education-EasyPost  | + 28 s           |
| 7e | Vincenzo Nibali    | Italie      | Astana Qazaqstan Team  | + 28 s           |
| 8e | Wilco Kelderman    | Pays-Bas    | Bora-Hansgrohe         | + 28 s           |
| 9e | Laurens De Plus    | Belgique    | Ineos Grenadiers       | + 28 s           |
| 10e | Ilan Van Wilder    | Belgique    | Quick-Step Alpha Vinyl | + 28 s           |

### 4eétape
Les échappés se jouent la victoire d'étape. Le Slovène Matevž Govekar gagne le sprint en montée.
| \| Classement de l'étape \| Classement de l'étape \| Classement de l'étape \| Classement de l'étape \| Classement de l'étape \| \| Coureur \| Coureur \| Pays \| Équipe \| Temps \| \| --------------------- \| --------------------- \| --------------------- \| ---------------------- \| --------------------- \| \| 1er \| Matevž Govekar \| Slovénie \| Bahrain Victorious \| 3 h 36 min 18 s \| \| 2e \| Valentin Retailleau \| France \| AG2R Citroën Team \| + 0 s \| \| 3e \| Omer Goldstein \| Israël \| Israel-Premier Tech \| + 0 s \| \| 4e \| Pieter Serry \| Belgique \| Quick-Step Alpha Vinyl \| + 0 s \| \| 5e \| Patrick Gamper \| Autriche \| Bora-Hansgrohe \| + 5 s \| \| 6e \| Xabier Mikel Azparren \| Espagne \| Euskaltel-Euskadi \| + 5 s \| \| 7e \| Lluís Mas \| Espagne \| Movistar Team \| + 12 s \| \| 8e \| Fernando Barceló \| Espagne \| Caja Rural-Seguros RGA \| + 57 s \| \| 9e \| Lennard Hofstede \| Pays-Bas \| Jumbo-Visma \| + 1 min 10 s \| \| 10e \| David Martín Romero \| Espagne \| Eolo-Kometa \| + 1 min 16 s \| |                       |          |                        |                 |
| |                       |          |                        |                 |
| |                       |          |                        |                 |
| Classement de l'étape |                       |          |                        |                 |
| Coureur | Coureur               | Pays     | Équipe                 | Temps           |
| 1er | Matevž Govekar        | Slovénie | Bahrain Victorious     | 3 h 36 min 18 s |
| 2e | Valentin Retailleau   | France   | AG2R Citroën Team      | + 0 s           |
| 3e | Omer Goldstein        | Israël   | Israel-Premier Tech    | + 0 s           |
| 4e | Pieter Serry          | Belgique | Quick-Step Alpha Vinyl | + 0 s           |
| 5e | Patrick Gamper        | Autriche | Bora-Hansgrohe         | + 5 s           |
| 6e | Xabier Mikel Azparren | Espagne  | Euskaltel-Euskadi      | + 5 s           |
| 7e | Lluís Mas             | Espagne  | Movistar Team          | + 12 s          |
| 8e | Fernando Barceló      | Espagne  | Caja Rural-Seguros RGA | + 57 s          |
| 9e | Lennard Hofstede      | Pays-Bas | Jumbo-Visma            | + 1 min 10 s    |
| 10e | David Martín Romero   | Espagne  | Eolo-Kometa            | + 1 min 16 s    |

| \| Classement général \| Classement général \| Classement général \| Classement général \| Classement général \| \| Coureur \| Coureur \| Pays \| Équipe \| Temps \| \| ------------------ \| ------------------ \| ------------------ \| ---------------------- \| ------------------ \| \| 1er \| Pavel Sivakov \| France \| Ineos Grenadiers \| 14 h 53 min 57 s \| \| 2e \| Santiago Buitrago \| Colombie \| Bahrain Victorious \| + 23 s \| \| 3e \| Ruben Guerreiro \| Portugal \| EF Education-EasyPost \| + 26 s \| \| 4e \| Tao Geoghegan Hart \| Royaume-Uni \| Ineos Grenadiers \| + 26 s \| \| 5e \| Jai Hindley \| Australie \| Bora-Hansgrohe \| + 26 s \| \| 6e \| Esteban Chaves \| Colombie \| EF Education-EasyPost \| + 28 s \| \| 7e \| Vincenzo Nibali \| Italie \| Astana Qazaqstan Team \| + 28 s \| \| 8e \| Wilco Kelderman \| Pays-Bas \| Bora-Hansgrohe \| + 28 s \| \| 9e \| Ilan Van Wilder \| Belgique \| Quick-Step Alpha Vinyl \| + 28 s \| \| 10e \| Laurens De Plus \| Belgique \| Ineos Grenadiers \| + 28 s \| |                    |             |                        |                  |
| |                    |             |                        |                  |
| |                    |             |                        |                  |
| Classement général |                    |             |                        |                  |
| Coureur | Coureur            | Pays        | Équipe                 | Temps            |
| 1er | Pavel Sivakov      | France      | Ineos Grenadiers       | 14 h 53 min 57 s |
| 2e | Santiago Buitrago  | Colombie    | Bahrain Victorious     | + 23 s           |
| 3e | Ruben Guerreiro    | Portugal    | EF Education-EasyPost  | + 26 s           |
| 4e | Tao Geoghegan Hart | Royaume-Uni | Ineos Grenadiers       | + 26 s           |
| 5e | Jai Hindley        | Australie   | Bora-Hansgrohe         | + 26 s           |
| 6e | Esteban Chaves     | Colombie    | EF Education-EasyPost  | + 28 s           |
| 7e | Vincenzo Nibali    | Italie      | Astana Qazaqstan Team  | + 28 s           |
| 8e | Wilco Kelderman    | Pays-Bas    | Bora-Hansgrohe         | + 28 s           |
| 9e | Ilan Van Wilder    | Belgique    | Quick-Step Alpha Vinyl | + 28 s           |
| 10e | Laurens De Plus    | Belgique    | Ineos Grenadiers       | + 28 s           |

### 5eétape
Chris Harper est le premier à mettre une attaque dans l'ascension finale, il a entre dix et quinze secondes d'avance, mais il se fait rattraper juste au moment où la pente s'accentue dans les trois derniers kilomètres. Le groupe de favoris est mené par les Ineos Grenadiers. Miguel Ángel López met une première attaque, il modère son allure, puis se retrouve ensuite avec Sivakov et Carlos Rodríguez. João Almeida qui était lâché revient progressivement sur ce trio de tête, il attaque dans les derniers deux cent mètres, il est juste suivi par Lopez.
| \| Classement de l'étape \| Classement de l'étape \| Classement de l'étape \| Classement de l'étape \| Classement de l'étape \| \| Coureur \| Coureur \| Pays \| Équipe \| Temps \| \| --------------------- \| --------------------- \| --------------------- \| ---------------------- \| --------------------- \| \| 1er \| João Almeida \| Portugal \| UAE Team Emirates \| \| \| 2e \| Miguel Ángel López \| Colombie \| Astana Qazaqstan Team \| DQ \| \| 3e \| Pavel Sivakov \| France \| Ineos Grenadiers \| + 7 s \| \| 4e \| Carlos Rodríguez \| Espagne \| Ineos Grenadiers \| + 15 s \| \| 5e \| Ilan Van Wilder \| Belgique \| Quick-Step Alpha Vinyl \| + 21 s \| \| 6e \| Ruben Guerreiro \| Portugal \| EF Education-EasyPost \| + 28 s \| \| 7e \| Jai Hindley \| Australie \| Bora-Hansgrohe \| + 33 s \| \| 8e \| Kenny Elissonde \| France \| Trek-Segafredo \| + 43 s \| |                    |           |                        |        |
| |                    |           |                        |        |
| |                    |           |                        |        |
| Classement de l'étape |                    |           |                        |        |
| Coureur | Coureur            | Pays      | Équipe                 | Temps  |
| 1er | João Almeida       | Portugal  | UAE Team Emirates      |        |
| 2e | Miguel Ángel López | Colombie  | Astana Qazaqstan Team  | DQ     |
| 3e | Pavel Sivakov      | France    | Ineos Grenadiers       | + 7 s  |
| 4e | Carlos Rodríguez   | Espagne   | Ineos Grenadiers       | + 15 s |
| 5e | Ilan Van Wilder    | Belgique  | Quick-Step Alpha Vinyl | + 21 s |
| 6e | Ruben Guerreiro    | Portugal  | EF Education-EasyPost  | + 28 s |
| 7e | Jai Hindley        | Australie | Bora-Hansgrohe         | + 33 s |
| 8e | Kenny Elissonde    | France    | Trek-Segafredo         | + 43 s |

## Classements finals

### Classement général
| \| Classement général \| Classement général \| Classement général \| Classement général \| Classement général \| \| Coureur \| Coureur \| Pays \| Équipe \| Temps \| \| ------------------ \| ------------------ \| ------------------ \| ---------------------- \| ------------------ \| \| 1er \| Pavel Sivakov \| France \| Ineos Grenadiers \| 19 h 00 min 23 s \| \| 2e \| João Almeida \| Portugal \| UAE Team Emirates \| + 35 s \| \| 3e \| Miguel Ángel López \| Colombie \| Astana Qazaqstan Team \| DQ \| \| 3e \| Carlos Rodríguez \| Espagne \| Ineos Grenadiers \| + 41 s \| \| 4e \| Ilan Van Wilder \| Belgique \| Quick-Step Alpha Vinyl \| + 42 s \| \| 5e \| Ruben Guerreiro \| Portugal \| EF Education-EasyPost \| + 47 s \| \| 6e \| Jai Hindley \| Australie \| Bora-Hansgrohe \| + 52 s \| \| 7e \| Santiago Buitrago \| Colombie \| Bahrain Victorious \| + 1 min 06 s \| \| 8e \| Wilco Kelderman \| Pays-Bas \| Bora-Hansgrohe \| + 1 min 09 s \| \| 9e \| Kenny Elissonde \| France \| Trek-Segafredo \| + 1 min 18 s \| \| 10e \| Vincenzo Nibali \| Italie \| Astana Qazaqstan Team \| + 1 min 22 s \| |                    |           |                        |                  |
| |                    |           |                        |                  |
| Sources : ProCyclingStats Cycling Quotient Cycling Archives |                    |           |                        |                  |
| Classement général |                    |           |                        |                  |
| Coureur | Coureur            | Pays      | Équipe                 | Temps            |
| 1er | Pavel Sivakov      | France    | Ineos Grenadiers       | 19 h 00 min 23 s |
| 2e | João Almeida       | Portugal  | UAE Team Emirates      | + 35 s           |
| 3e | Miguel Ángel López | Colombie  | Astana Qazaqstan Team  | DQ               |
| 3e | Carlos Rodríguez   | Espagne   | Ineos Grenadiers       | + 41 s           |
| 4e | Ilan Van Wilder    | Belgique  | Quick-Step Alpha Vinyl | + 42 s           |
| 5e | Ruben Guerreiro    | Portugal  | EF Education-EasyPost  | + 47 s           |
| 6e | Jai Hindley        | Australie | Bora-Hansgrohe         | + 52 s           |
| 7e | Santiago Buitrago  | Colombie  | Bahrain Victorious     | + 1 min 06 s     |
| 8e | Wilco Kelderman    | Pays-Bas  | Bora-Hansgrohe         | + 1 min 09 s     |
| 9e | Kenny Elissonde    | France    | Trek-Segafredo         | + 1 min 18 s     |
| 10e | Vincenzo Nibali    | Italie    | Astana Qazaqstan Team  | + 1 min 22 s     |

### Classements annexes
| Classement par points | Classement par points | Classement par points | Classement par points  | Classement par points |
| Coureur               | Coureur               | Pays                  | Équipe                 | Points                |
| --------------------- | --------------------- | --------------------- | ---------------------- | --------------------- |
| 1er                   | Ruben Guerreiro       | Portugal              | EF Education-EasyPost  | 54 pts                |
| 2e                    | Pavel Sivakov         | France                | Ineos Grenadiers       | 43 pts                |
| 3e                    | Santiago Buitrago     | Colombie              | Bahrain Victorious     | 38 pts                |
| 4e                    | Bastien Tronchon      | France                | AG2R Citroën Team      | 32 pts                |
| 5e                    | Carlos Rodríguez      | Espagne               | Ineos Grenadiers       | 31 pts                |
| 6e                    | Ilan Van Wilder       | Belgique              | Quick-Step Alpha Vinyl | 30 pts                |
| 7e                    | Tao Geoghegan Hart    | Royaume-Uni           | Ineos Grenadiers       | 30 pts                |
| 8e                    | João Almeida          | Portugal              | UAE Team Emirates      | 25 pts                |
| 9e                    | Matevž Govekar        | Slovénie              | Bahrain Victorious     | 25 pts                |
| 10e                   | Jai Hindley           | Australie             | Bora-Hansgrohe         | 24 pts                |

| Classement par points | Classement par points | Classement par points | Classement par points  | Classement par points |
| Coureur               | Coureur               | Pays                  | Équipe                 | Points                |
| --------------------- | --------------------- | --------------------- | ---------------------- | --------------------- |
| 1er                   | Ruben Guerreiro       | Portugal              | EF Education-EasyPost  | 54 pts                |
| 2e                    | Pavel Sivakov         | France                | Ineos Grenadiers       | 43 pts                |
| 3e                    | Santiago Buitrago     | Colombie              | Bahrain Victorious     | 38 pts                |
| 4e                    | Bastien Tronchon      | France                | AG2R Citroën Team      | 32 pts                |
| 5e                    | Carlos Rodríguez      | Espagne               | Ineos Grenadiers       | 31 pts                |
| 6e                    | Ilan Van Wilder       | Belgique              | Quick-Step Alpha Vinyl | 30 pts                |
| 7e                    | Tao Geoghegan Hart    | Royaume-Uni           | Ineos Grenadiers       | 30 pts                |
| 8e                    | João Almeida          | Portugal              | UAE Team Emirates      | 25 pts                |
| 9e                    | Matevž Govekar        | Slovénie              | Bahrain Victorious     | 25 pts                |
| 10e                   | Jai Hindley           | Australie             | Bora-Hansgrohe         | 24 pts                |

| Classement de la montagne | Classement de la montagne | Classement de la montagne | Classement de la montagne | Classement de la montagne |
| Coureur                   | Coureur                   | Pays                      | Équipe                    | Points                    |
| ------------------------- | ------------------------- | ------------------------- | ------------------------- | ------------------------- |
| 1er                       | Miguel Ángel López        | Colombie                  | Astana Qazaqstan Team     | DQ                        |
| 1er                       | Pavel Sivakov             | France                    | Ineos Grenadiers          | 42 pts                    |
| 2e                        | Vojtěch Řepa              | Tchéquie                  | Equipo Kern Pharma        | 35 pts                    |
| 3e                        | João Almeida              | Portugal                  | UAE Team Emirates         | 30 pts                    |
| 4e                        | Xabier Mikel Azparren     | Espagne                   | Euskaltel-Euskadi         | 28 pts                    |
| 5e                        | Joel Nicolau              | Espagne                   | Caja Rural-Seguros RGA    | 26 pts                    |
| 6e                        | Bastien Tronchon          | France                    | AG2R Citroën Team         | 26 pts                    |
| 7e                        | Diego Pablo Sevilla       | Espagne                   | Eolo-Kometa               | 23 pts                    |
| 8e                        | Jesús Ezquerra            | Espagne                   | Burgos-BH                 | 22 pts                    |
| 9e                        | Carlos Rodríguez          | Espagne                   | Ineos Grenadiers          | 20 pts                    |

| Classement de la montagne | Classement de la montagne | Classement de la montagne | Classement de la montagne | Classement de la montagne |
| Coureur                   | Coureur                   | Pays                      | Équipe                    | Points                    |
| ------------------------- | ------------------------- | ------------------------- | ------------------------- | ------------------------- |
| 1er                       | Miguel Ángel López        | Colombie                  | Astana Qazaqstan Team     | DQ                        |
| 1er                       | Pavel Sivakov             | France                    | Ineos Grenadiers          | 42 pts                    |
| 2e                        | Vojtěch Řepa              | Tchéquie                  | Equipo Kern Pharma        | 35 pts                    |
| 3e                        | João Almeida              | Portugal                  | UAE Team Emirates         | 30 pts                    |
| 4e                        | Xabier Mikel Azparren     | Espagne                   | Euskaltel-Euskadi         | 28 pts                    |
| 5e                        | Joel Nicolau              | Espagne                   | Caja Rural-Seguros RGA    | 26 pts                    |
| 6e                        | Bastien Tronchon          | France                    | AG2R Citroën Team         | 26 pts                    |
| 7e                        | Diego Pablo Sevilla       | Espagne                   | Eolo-Kometa               | 23 pts                    |
| 8e                        | Jesús Ezquerra            | Espagne                   | Burgos-BH                 | 22 pts                    |
| 9e                        | Carlos Rodríguez          | Espagne                   | Ineos Grenadiers          | 20 pts                    |

| Classement du meilleur jeune | Classement du meilleur jeune | Classement du meilleur jeune | Classement du meilleur jeune | Classement du meilleur jeune |
| Coureur                      | Coureur                      | Pays                         | Équipe                       | Temps                        |
| ---------------------------- | ---------------------------- | ---------------------------- | ---------------------------- | ---------------------------- |
| 1er                          | Carlos Rodríguez             | Espagne                      | Ineos Grenadiers             | 19 h 01 min 04 s             |
| 2e                           | Ilan Van Wilder              | Belgique                     | Quick-Step Alpha Vinyl       | + 1 s                        |
| 3e                           | Santiago Buitrago            | Colombie                     | Bahrain Victorious           | + 25 s                       |
| 4e                           | Matthew Riccitello           | États-Unis                   | Israel-Premier Tech          | + 4 min 52 s                 |
| 5e                           | Álex Martín                  | Espagne                      | Eolo-Kometa                  | + 9 min 51 s                 |
| 6e                           | Bastien Tronchon             | France                       | AG2R Citroën Team            | + 12 min 47 s                |
| 7e                           | Marco Frigo                  | Italie                       | Israel-Premier Tech          | + 13 min 20 s                |
| 8e                           | Vojtěch Řepa                 | Tchéquie                     | Equipo Kern Pharma           | + 13 min 40 s                |
| 9e                           | Raúl García Pierna           | Espagne                      | Equipo Kern Pharma           | + 13 min 45 s                |
| 10e                          | Mason Hollyman               | Royaume-Uni                  | Israel-Premier Tech          | + 14 min 18 s                |

| Classement du meilleur jeune | Classement du meilleur jeune | Classement du meilleur jeune | Classement du meilleur jeune | Classement du meilleur jeune |
| Coureur                      | Coureur                      | Pays                         | Équipe                       | Temps                        |
| ---------------------------- | ---------------------------- | ---------------------------- | ---------------------------- | ---------------------------- |
| 1er                          | Carlos Rodríguez             | Espagne                      | Ineos Grenadiers             | 19 h 01 min 04 s             |
| 2e                           | Ilan Van Wilder              | Belgique                     | Quick-Step Alpha Vinyl       | + 1 s                        |
| 3e                           | Santiago Buitrago            | Colombie                     | Bahrain Victorious           | + 25 s                       |
| 4e                           | Matthew Riccitello           | États-Unis                   | Israel-Premier Tech          | + 4 min 52 s                 |
| 5e                           | Álex Martín                  | Espagne                      | Eolo-Kometa                  | + 9 min 51 s                 |
| 6e                           | Bastien Tronchon             | France                       | AG2R Citroën Team            | + 12 min 47 s                |
| 7e                           | Marco Frigo                  | Italie                       | Israel-Premier Tech          | + 13 min 20 s                |
| 8e                           | Vojtěch Řepa                 | Tchéquie                     | Equipo Kern Pharma           | + 13 min 40 s                |
| 9e                           | Raúl García Pierna           | Espagne                      | Equipo Kern Pharma           | + 13 min 45 s                |
| 10e                          | Mason Hollyman               | Royaume-Uni                  | Israel-Premier Tech          | + 14 min 18 s                |

| Classement par équipes | Classement par équipes | Classement par équipes | Classement par équipes |
| Équipe                 | Équipe                 | Pays                   | Temps                  |
| ---------------------- | ---------------------- | ---------------------- | ---------------------- |
| 1re                    | Bora-Hansgrohe         | Allemagne              | 57 h 02 min 04 s       |
| 2e                     | Ineos Grenadiers       | Royaume-Uni            | + 1 min 17 s           |
| 3e                     | Bahrain Victorious     | Bahreïn                | + 3 min 15 s           |
| 4e                     | Movistar Team          | Espagne                | + 3 min 38 s           |
| 5e                     | EF Education-EasyPost  | États-Unis             | + 3 min 58 s           |

| Classement par équipes | Classement par équipes | Classement par équipes | Classement par équipes |
| Équipe                 | Équipe                 | Pays                   | Temps                  |
| ---------------------- | ---------------------- | ---------------------- | ---------------------- |
| 1re                    | Bora-Hansgrohe         | Allemagne              | 57 h 02 min 04 s       |
| 2e                     | Ineos Grenadiers       | Royaume-Uni            | + 1 min 17 s           |
| 3e                     | Bahrain Victorious     | Bahreïn                | + 3 min 15 s           |
| 4e                     | Movistar Team          | Espagne                | + 3 min 38 s           |
| 5e                     | EF Education-EasyPost  | États-Unis             | + 3 min 58 s           |

### Classement UCI
La course attribue des points au Classement mondial UCI 2022 selon le barème suivant.
| Position           | 1er | 2e  | 3e  | 4e  | 5e | 6e | 7e | 8e | 9e | 10e | 11e | 12e | 13e | 14e | 15e | 16e à 30e | 31e à 40e |
| Classement général | 200 | 150 | 125 | 100 | 85 | 70 | 60 | 50 | 40 | 35  | 30  | 25  | 20  | 15  | 10  | 5         | 3         |
| Par étape          | 20  | 10  | 5   |     |    |    |    |    |    |     |     |     |     |     |     |           |           |
| Leader, par étape  | 5   |     |     |     |    |    |    |    |    |     |     |     |     |     |     |           |           |

## Évolution des classements
| Étape              | Vainqueur          | Classement général | Classement par points | Classement de la montagne        | Classement du meilleur jeune | Classement par équipes |
| ------------------ | ------------------ | ------------------ | --------------------- | -------------------------------- | ---------------------------- | ---------------------- |
| 1                  | Santiago Buitrago  | Santiago Buitrago  | Santiago Buitrago     | Diego Sevilla                    | Santiago Buitrago            | Ineos Grenadiers       |
| 2                  | Timo Roosen        | Santiago Buitrago  | Ruben Guerreiro       | Xabier Mikel Azparren            | Santiago Buitrago            | Ineos Grenadiers       |
| 3                  | Bastien Tronchon   | Pavel Sivakov      | Ruben Guerreiro       | Vojtěch Řepa                     | Santiago Buitrago            | Ineos Grenadiers       |
| 4                  | Matevž Govekar     | Pavel Sivakov      | Ruben Guerreiro       | Vojtěch Řepa                     | Santiago Buitrago            | Bora-Hansgrohe         |
| 5                  | João Almeida       | Pavel Sivakov      | Ruben Guerreiro       | Miguel Ángel López Pavel Sivakov | Carlos Rodríguez             | Bora-Hansgrohe         |
| Classements finals | Classements finals | Pavel Sivakov      | Ruben Guerreiro       | Miguel Ángel López Pavel Sivakov | Carlos Rodríguez             | Bora-Hansgrohe         |

## Liste des participants
| Bahrain Victorious TBV | Bahrain Victorious TBV        | Bahrain Victorious TBV |
| ---------------------- | ----------------------------- | ---------------------- |
| Num                    | Coureur                       | Pos                    |
| 1                      | Mikel Landa (ESP)             | 44e                    |
| 2                      | Santiago Buitrago (COL)       | 8e                     |
| 3                      | Gino Mäder (SUI)              | 27e                    |
| 4                      | Matevž Govekar (SLO)          | 89e                    |
| 5                      | Wout Poels (NED)              | 51e                    |
| 6                      | Yukiya Arashiro (JPN) (route) | 88e                    |
| 7                      | Hermann Pernsteiner (AUT)     | 20e                    |

| Bora-Hansgrohe BOH | Bora-Hansgrohe BOH     | Bora-Hansgrohe BOH |
| ------------------ | ---------------------- | ------------------ |
| Num                | Coureur                | Pos                |
| 11                 | Jai Hindley (AUS)      | 7e                 |
| 12                 | Matteo Fabbro (ITA)    | 38e                |
| 13                 | Patrick Gamper (AUT)   | 74e                |
| 14                 | Emanuel Buchmann (GER) | 19e                |
| 15                 | Wilco Kelderman (NED)  | 8e                 |
| 16                 | Martin Laas (EST)      | AB-5               |

| Movistar Team MOV | Movistar Team MOV         | Movistar Team MOV |
| ----------------- | ------------------------- | ----------------- |
| Num               | Coureur                   | Pos               |
| 21                | Alejandro Valverde (ESP)  | 17e               |
| 22                | Iván Sosa (COL)           | 14e               |
| 23                | Iván García Cortina (ESP) | 78e               |
| 24                | Iñigo Elosegui (ESP)      | 76e               |
| 25                | Lluís Mas (ESP)           | 73e               |
| 26                | Antonio Pedrero (ESP)     | 25e               |
| 27                | Mathias Norsgaard (DEN)   | 87e               |

| Jumbo-Visma TJV | Jumbo-Visma TJV        | Jumbo-Visma TJV |
| --------------- | ---------------------- | --------------- |
| Num             | Coureur                | Pos             |
| 31              | Edoardo Affini (ITA)   | 75e             |
| 32              | Timo Roosen (NED)      | NP-5            |
| 34              | Chris Harper (AUS)     | 39e             |
| 35              | Robert Gesink (NED)    | 42e             |
| 36              | Lennard Hofstede (NED) | 93e             |
| 37              | David Dekker (NED)     | NP-3            |

| Quick-Step Alpha Vinyl QST | Quick-Step Alpha Vinyl QST | Quick-Step Alpha Vinyl QST |
| -------------------------- | -------------------------- | -------------------------- |
| Num                        | Coureur                    | Pos                        |
| 41                         | Davide Ballerini (ITA)     | NP-3                       |
| 42                         | Fausto Masnada (ITA)       | 32e                        |
| 43                         | James Knox (GBR)           | 82e                        |
| 44                         | Pieter Serry (BEL)         | 33e                        |
| 45                         | Jannik Steimle (GER)       | NP-3                       |
| 46                         | Ilan Van Wilder (BEL)      | 5e                         |
| 47                         | Simone Raccani (ITA)       | AB-3                       |

| Ineos Grenadiers IGD | Ineos Grenadiers IGD           | Ineos Grenadiers IGD |
| -------------------- | ------------------------------ | -------------------- |
| Num                  | Coureur                        | Pos                  |
| 51                   | Pavel Sivakov (FRA)            | 1er                  |
| 52                   | Tao Geoghegan Hart (GBR)       | 13e                  |
| 53                   | Andrey Amador (CRC)            | 83e                  |
| 54                   | Laurens De Plus (BEL)          | 22e                  |
| 55                   | Omar Fraile (ESP)              | 80e                  |
| 56                   | Carlos Rodríguez (ESP) (route) | 4e                   |
| 57                   | Brandon Rivera (COL)           | 50e                  |

| UAE Team Emirates UAD | UAE Team Emirates UAD      | UAE Team Emirates UAD |
| --------------------- | -------------------------- | --------------------- |
| Num                   | Coureur                    | Pos                   |
| 61                    | João Almeida (POR) (route) | 2e                    |
| 62                    | Rui Costa (POR)            | 43e                   |
| 63                    | Fernando Gaviria (COL)     | AB-5                  |
| 64                    | Andrés Camilo Ardila (COL) | AB-1                  |
| 65                    | Joël Suter (SUI)           | AB-5                  |
| 66                    | Matteo Trentin (ITA)       | 61e                   |
| 67                    | Oliver Knight (GBR)        | AB-5                  |

| Trek-Segafredo TFS | Trek-Segafredo TFS            | Trek-Segafredo TFS |
| ------------------ | ----------------------------- | ------------------ |
| Num                | Coureur                       | Pos                |
| 71                 | Juan Pedro López (ESP)        | 35e                |
| 72                 | Alex Kirsch (LUX)             | 81e                |
| 73                 | Kenny Elissonde (FRA)         | 10e                |
| 74                 | Amanuel Ghebreigzabhier (ERI) | 92e                |
| 75                 | Dario Cataldo (ITA)           | 77e                |
| 76                 | Jon Aberasturi (ESP)          | 85e                |
| 77                 | Simon Pellaud (SUI)           | 63e                |

| EF Education-EasyPost EFE | EF Education-EasyPost EFE | EF Education-EasyPost EFE |
| ------------------------- | ------------------------- | ------------------------- |
| Num                       | Coureur                   | Pos                       |
| 81                        | Hugh Carthy (GBR)         | 23e                       |
| 82                        | Esteban Chaves (COL)      | 12e                       |
| 83                        | Jonathan Caicedo (ECU)    | 46e                       |
| 84                        | Ruben Guerreiro (POR)     | 6e                        |
| 85                        | James Shaw (GBR)          | 71e                       |
| 86                        | Merhawi Kudus (ERI)       | 62e                       |
| 87                        | Thomas Scully (NZL)       | AB-5                      |

| Astana Qazaqstan Team AST | Astana Qazaqstan Team AST | Astana Qazaqstan Team AST |
| ------------------------- | ------------------------- | ------------------------- |
| Num                       | Coureur                   | Pos                       |
| 91                        | Vincenzo Nibali (ITA)     | 11e                       |
| 92                        | Miguel Ángel López (COL)  | 3e                        |
| 93                        | Yuriy Natarov (KAZ)       | 68e                       |
| 94                        | Stefan de Bod (RSA)       | NP-5                      |
| 95                        | David de la Cruz (ESP)    | 45e                       |
| 96                        | Manuele Boaro (ITA)       | AB-5                      |
| 97                        | Vadim Pronskiy (KAZ)      | 60e                       |

| Israel-Premier Tech IPT | Israel-Premier Tech IPT  | Israel-Premier Tech IPT |
| ----------------------- | ------------------------ | ----------------------- |
| Num                     | Coureur                  | Pos                     |
| 101                     | Omer Goldstein (ISR)     | 57e                     |
| 102                     | Ben Hermans (BEL)        | NP-5                    |
| 103                     | Marco Frigo (ITA)        | 52e                     |
| 104                     | Mason Hollyman (GBR)     | 56e                     |
| 105                     | Rudy Barbier (FRA)       | AB-5                    |
| 106                     | James Piccoli (CAN)      | 29e                     |
| 107                     | Matthew Riccitello (USA) | 28e                     |

| AG2R Citroën Team ACT | AG2R Citroën Team ACT     | AG2R Citroën Team ACT |
| --------------------- | ------------------------- | --------------------- |
| Num                   | Coureur                   | Pos                   |
| 111                   | Clément Berthet (FRA)     | NP-3                  |
| 112                   | Clément Champoussin (FRA) | 16e                   |
| 113                   | Jaakko Hänninen (FIN)     | 30e                   |
| 114                   | Valentin Retailleau (FRA) | 79e                   |
| 115                   | Lilian Calmejane (FRA)    | 64e                   |
| 116                   | Damien Touzé (FRA)        | NP-3                  |
| 117                   | Bastien Tronchon (FRA)    | 48e                   |

| Burgos-BH BBH | Burgos-BH BBH          | Burgos-BH BBH |
| ------------- | ---------------------- | ------------- |
| Num           | Coureur                | Pos           |
| 121           | Ángel Fuentes (ESP)    | 97e           |
| 122           | Jesús Ezquerra (ESP)   | 37e           |
| 123           | Ander Okamika (ESP)    | 59e           |
| 124           | José Manuel Díaz (ESP) | 21e           |
| 125           | Manuel Peñalver (ESP)  | 98e           |
| 126           | Óscar Cabedo (ESP)     | 26e           |
| 127           | Jetse Bol (NED)        | 55e           |

| Caja Rural-Seguros RGA CJR | Caja Rural-Seguros RGA CJR | Caja Rural-Seguros RGA CJR |
| -------------------------- | -------------------------- | -------------------------- |
| Num                        | Coureur                    | Pos                        |
| 131                        | Orluis Aular (VEN) (route) | NP-3                       |
| 132                        | Fernando Barceló (ESP)     | 49e                        |
| 133                        | Jon Barrenetxea (ESP)      | 65e                        |
| 134                        | David González López (ESP) | NP-3                       |
| 135                        | Jonathan Lastra (ESP)      | 31e                        |
| 136                        | Joel Nicolau (ESP)         | 15e                        |
| 137                        | Mikel Nieve (ESP)          | 34e                        |

| Equipo Kern Pharma EKP | Equipo Kern Pharma EKP   | Equipo Kern Pharma EKP |
| ---------------------- | ------------------------ | ---------------------- |
| Num                    | Coureur                  | Pos                    |
| 141                    | Urko Berrade (ESP)       | 24e                    |
| 142                    | Raúl García Pierna (ESP) | 54e                    |
| 143                    | José Félix Parra (ESP)   | 36e                    |
| 144                    | Igor Arrieta (ESP)       | 72e                    |
| 145                    | Vojtěch Řepa (CZE)       | 53e                    |
| 146                    | Héctor Carretero (ESP)   | 47e                    |
| 147                    | Ibon Ruiz (ESP)          | 94e                    |

| Euskaltel-Euskadi EUS | Euskaltel-Euskadi EUS       | Euskaltel-Euskadi EUS |
| --------------------- | --------------------------- | --------------------- |
| Num                   | Coureur                     | Pos                   |
| 151                   | Xabier Mikel Azparren (ESP) | 96e                   |
| 152                   | Carlos Canal (ESP)          | 58e                   |
| 153                   | Mikel Bizkarra (ESP)        | 18e                   |
| 154                   | Mikel Iturria (ESP)         | 69e                   |
| 155                   | Joan Bou (ESP)              | 67e                   |
| 156                   | Gotzon Martín (ESP)         | 95e                   |
| 157                   | Ibai Azurmendi (ESP)        | 66e                   |

| Eolo-Kometa EOK | Eolo-Kometa EOK              | Eolo-Kometa EOK |
| --------------- | ---------------------------- | --------------- |
| Num             | Coureur                      | Pos             |
| 161             | Lorenzo Fortunato (ITA)      | 41e             |
| 162             | Alessandro Fedeli (ITA)      | 84e             |
| 163             | Diego Pablo Sevilla (ESP)    | 86e             |
| 164             | David Martín Romero (ESP)    | 90e             |
| 165             | Álex Martín (ESP)            | 40e             |
| 166             | Edward Ravasi (ITA)          | 91e             |
| 167             | Sergio García González (ESP) | 70e             |

| Bahrain Victorious TBV | Bahrain Victorious TBV        | Bahrain Victorious TBV |
| ---------------------- | ----------------------------- | ---------------------- |
| Num                    | Coureur                       | Pos                    |
| 1                      | Mikel Landa (ESP)             | 44e                    |
| 2                      | Santiago Buitrago (COL)       | 8e                     |
| 3                      | Gino Mäder (SUI)              | 27e                    |
| 4                      | Matevž Govekar (SLO)          | 89e                    |
| 5                      | Wout Poels (NED)              | 51e                    |
| 6                      | Yukiya Arashiro (JPN) (route) | 88e                    |
| 7                      | Hermann Pernsteiner (AUT)     | 20e                    |

| Bora-Hansgrohe BOH | Bora-Hansgrohe BOH     | Bora-Hansgrohe BOH |
| ------------------ | ---------------------- | ------------------ |
| Num                | Coureur                | Pos                |
| 11                 | Jai Hindley (AUS)      | 7e                 |
| 12                 | Matteo Fabbro (ITA)    | 38e                |
| 13                 | Patrick Gamper (AUT)   | 74e                |
| 14                 | Emanuel Buchmann (GER) | 19e                |
| 15                 | Wilco Kelderman (NED)  | 8e                 |
| 16                 | Martin Laas (EST)      | AB-5               |

| Movistar Team MOV | Movistar Team MOV         | Movistar Team MOV |
| ----------------- | ------------------------- | ----------------- |
| Num               | Coureur                   | Pos               |
| 21                | Alejandro Valverde (ESP)  | 17e               |
| 22                | Iván Sosa (COL)           | 14e               |
| 23                | Iván García Cortina (ESP) | 78e               |
| 24                | Iñigo Elosegui (ESP)      | 76e               |
| 25                | Lluís Mas (ESP)           | 73e               |
| 26                | Antonio Pedrero (ESP)     | 25e               |
| 27                | Mathias Norsgaard (DEN)   | 87e               |

| Jumbo-Visma TJV | Jumbo-Visma TJV        | Jumbo-Visma TJV |
| --------------- | ---------------------- | --------------- |
| Num             | Coureur                | Pos             |
| 31              | Edoardo Affini (ITA)   | 75e             |
| 32              | Timo Roosen (NED)      | NP-5            |
| 34              | Chris Harper (AUS)     | 39e             |
| 35              | Robert Gesink (NED)    | 42e             |
| 36              | Lennard Hofstede (NED) | 93e             |
| 37              | David Dekker (NED)     | NP-3            |

| Quick-Step Alpha Vinyl QST | Quick-Step Alpha Vinyl QST | Quick-Step Alpha Vinyl QST |
| -------------------------- | -------------------------- | -------------------------- |
| Num                        | Coureur                    | Pos                        |
| 41                         | Davide Ballerini (ITA)     | NP-3                       |
| 42                         | Fausto Masnada (ITA)       | 32e                        |
| 43                         | James Knox (GBR)           | 82e                        |
| 44                         | Pieter Serry (BEL)         | 33e                        |
| 45                         | Jannik Steimle (GER)       | NP-3                       |
| 46                         | Ilan Van Wilder (BEL)      | 5e                         |
| 47                         | Simone Raccani (ITA)       | AB-3                       |

| Ineos Grenadiers IGD | Ineos Grenadiers IGD           | Ineos Grenadiers IGD |
| -------------------- | ------------------------------ | -------------------- |
| Num                  | Coureur                        | Pos                  |
| 51                   | Pavel Sivakov (FRA)            | 1er                  |
| 52                   | Tao Geoghegan Hart (GBR)       | 13e                  |
| 53                   | Andrey Amador (CRC)            | 83e                  |
| 54                   | Laurens De Plus (BEL)          | 22e                  |
| 55                   | Omar Fraile (ESP)              | 80e                  |
| 56                   | Carlos Rodríguez (ESP) (route) | 4e                   |
| 57                   | Brandon Rivera (COL)           | 50e                  |

| UAE Team Emirates UAD | UAE Team Emirates UAD      | UAE Team Emirates UAD |
| --------------------- | -------------------------- | --------------------- |
| Num                   | Coureur                    | Pos                   |
| 61                    | João Almeida (POR) (route) | 2e                    |
| 62                    | Rui Costa (POR)            | 43e                   |
| 63                    | Fernando Gaviria (COL)     | AB-5                  |
| 64                    | Andrés Camilo Ardila (COL) | AB-1                  |
| 65                    | Joël Suter (SUI)           | AB-5                  |
| 66                    | Matteo Trentin (ITA)       | 61e                   |
| 67                    | Oliver Knight (GBR)        | AB-5                  |

| Trek-Segafredo TFS | Trek-Segafredo TFS            | Trek-Segafredo TFS |
| ------------------ | ----------------------------- | ------------------ |
| Num                | Coureur                       | Pos                |
| 71                 | Juan Pedro López (ESP)        | 35e                |
| 72                 | Alex Kirsch (LUX)             | 81e                |
| 73                 | Kenny Elissonde (FRA)         | 10e                |
| 74                 | Amanuel Ghebreigzabhier (ERI) | 92e                |
| 75                 | Dario Cataldo (ITA)           | 77e                |
| 76                 | Jon Aberasturi (ESP)          | 85e                |
| 77                 | Simon Pellaud (SUI)           | 63e                |

| EF Education-EasyPost EFE | EF Education-EasyPost EFE | EF Education-EasyPost EFE |
| ------------------------- | ------------------------- | ------------------------- |
| Num                       | Coureur                   | Pos                       |
| 81                        | Hugh Carthy (GBR)         | 23e                       |
| 82                        | Esteban Chaves (COL)      | 12e                       |
| 83                        | Jonathan Caicedo (ECU)    | 46e                       |
| 84                        | Ruben Guerreiro (POR)     | 6e                        |
| 85                        | James Shaw (GBR)          | 71e                       |
| 86                        | Merhawi Kudus (ERI)       | 62e                       |
| 87                        | Thomas Scully (NZL)       | AB-5                      |

| Astana Qazaqstan Team AST | Astana Qazaqstan Team AST | Astana Qazaqstan Team AST |
| ------------------------- | ------------------------- | ------------------------- |
| Num                       | Coureur                   | Pos                       |
| 91                        | Vincenzo Nibali (ITA)     | 11e                       |
| 92                        | Miguel Ángel López (COL)  | 3e                        |
| 93                        | Yuriy Natarov (KAZ)       | 68e                       |
| 94                        | Stefan de Bod (RSA)       | NP-5                      |
| 95                        | David de la Cruz (ESP)    | 45e                       |
| 96                        | Manuele Boaro (ITA)       | AB-5                      |
| 97                        | Vadim Pronskiy (KAZ)      | 60e                       |

| Israel-Premier Tech IPT | Israel-Premier Tech IPT  | Israel-Premier Tech IPT |
| ----------------------- | ------------------------ | ----------------------- |
| Num                     | Coureur                  | Pos                     |
| 101                     | Omer Goldstein (ISR)     | 57e                     |
| 102                     | Ben Hermans (BEL)        | NP-5                    |
| 103                     | Marco Frigo (ITA)        | 52e                     |
| 104                     | Mason Hollyman (GBR)     | 56e                     |
| 105                     | Rudy Barbier (FRA)       | AB-5                    |
| 106                     | James Piccoli (CAN)      | 29e                     |
| 107                     | Matthew Riccitello (USA) | 28e                     |

| AG2R Citroën Team ACT | AG2R Citroën Team ACT     | AG2R Citroën Team ACT |
| --------------------- | ------------------------- | --------------------- |
| Num                   | Coureur                   | Pos                   |
| 111                   | Clément Berthet (FRA)     | NP-3                  |
| 112                   | Clément Champoussin (FRA) | 16e                   |
| 113                   | Jaakko Hänninen (FIN)     | 30e                   |
| 114                   | Valentin Retailleau (FRA) | 79e                   |
| 115                   | Lilian Calmejane (FRA)    | 64e                   |
| 116                   | Damien Touzé (FRA)        | NP-3                  |
| 117                   | Bastien Tronchon (FRA)    | 48e                   |

| Burgos-BH BBH | Burgos-BH BBH          | Burgos-BH BBH |
| ------------- | ---------------------- | ------------- |
| Num           | Coureur                | Pos           |
| 121           | Ángel Fuentes (ESP)    | 97e           |
| 122           | Jesús Ezquerra (ESP)   | 37e           |
| 123           | Ander Okamika (ESP)    | 59e           |
| 124           | José Manuel Díaz (ESP) | 21e           |
| 125           | Manuel Peñalver (ESP)  | 98e           |
| 126           | Óscar Cabedo (ESP)     | 26e           |
| 127           | Jetse Bol (NED)        | 55e           |

| Caja Rural-Seguros RGA CJR | Caja Rural-Seguros RGA CJR | Caja Rural-Seguros RGA CJR |
| -------------------------- | -------------------------- | -------------------------- |
| Num                        | Coureur                    | Pos                        |
| 131                        | Orluis Aular (VEN) (route) | NP-3                       |
| 132                        | Fernando Barceló (ESP)     | 49e                        |
| 133                        | Jon Barrenetxea (ESP)      | 65e                        |
| 134                        | David González López (ESP) | NP-3                       |
| 135                        | Jonathan Lastra (ESP)      | 31e                        |
| 136                        | Joel Nicolau (ESP)         | 15e                        |
| 137                        | Mikel Nieve (ESP)          | 34e                        |

| Equipo Kern Pharma EKP | Equipo Kern Pharma EKP   | Equipo Kern Pharma EKP |
| ---------------------- | ------------------------ | ---------------------- |
| Num                    | Coureur                  | Pos                    |
| 141                    | Urko Berrade (ESP)       | 24e                    |
| 142                    | Raúl García Pierna (ESP) | 54e                    |
| 143                    | José Félix Parra (ESP)   | 36e                    |
| 144                    | Igor Arrieta (ESP)       | 72e                    |
| 145                    | Vojtěch Řepa (CZE)       | 53e                    |
| 146                    | Héctor Carretero (ESP)   | 47e                    |
| 147                    | Ibon Ruiz (ESP)          | 94e                    |

| Euskaltel-Euskadi EUS | Euskaltel-Euskadi EUS       | Euskaltel-Euskadi EUS |
| --------------------- | --------------------------- | --------------------- |
| Num                   | Coureur                     | Pos                   |
| 151                   | Xabier Mikel Azparren (ESP) | 96e                   |
| 152                   | Carlos Canal (ESP)          | 58e                   |
| 153                   | Mikel Bizkarra (ESP)        | 18e                   |
| 154                   | Mikel Iturria (ESP)         | 69e                   |
| 155                   | Joan Bou (ESP)              | 67e                   |
| 156                   | Gotzon Martín (ESP)         | 95e                   |
| 157                   | Ibai Azurmendi (ESP)        | 66e                   |

| Eolo-Kometa EOK | Eolo-Kometa EOK              | Eolo-Kometa EOK |
| --------------- | ---------------------------- | --------------- |
| Num             | Coureur                      | Pos             |
| 161             | Lorenzo Fortunato (ITA)      | 41e             |
| 162             | Alessandro Fedeli (ITA)      | 84e             |
| 163             | Diego Pablo Sevilla (ESP)    | 86e             |
| 164             | David Martín Romero (ESP)    | 90e             |
| 165             | Álex Martín (ESP)            | 40e             |
| 166             | Edward Ravasi (ITA)          | 91e             |
| 167             | Sergio García González (ESP) | 70e             |